# Visselglada
Visselglada (Haliastur sphenurus) är en fågel i familjen hökar inom ordningen hökfåglar.

## Utseende och läte
Visselgladan är en stor sandfärgad rovfågel. I flykten syns kraftiga teckningar på undersidan av vingen och att den håller vingarna böjda i ett "M". Stjärten är vidare relativt lång och något rundad. Lätet består av en ljudlig upprepad vissling.

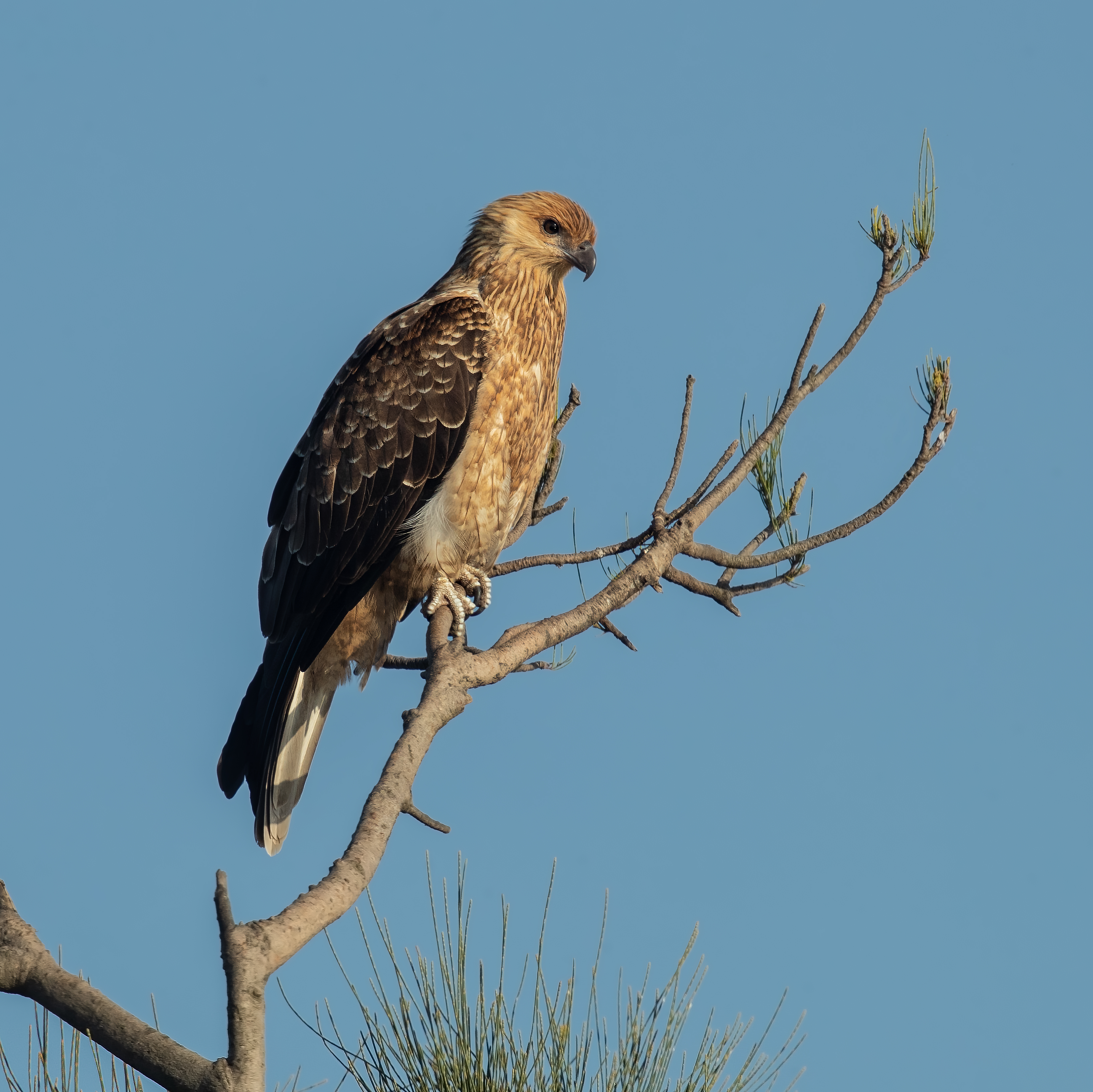

## Utbredning och systematik
Fågeln förekommer i Australien, på Nya Guinea samt på Nya Kaledonien. Den behandlas som monotypisk, det vill säga att den inte delas in i några underarter.

## Levnadssätt
Visselgladan är vanlig utmed kuster och vattendrag. Där ses den patrullera på jakt efter fisk.

## Status och hot
Arten har ett stort utbredningsområde, men tros minska i antal, dock inte tillräckligt kraftigt för att den ska betraktas som hotad. Internationella naturvårdsunionen IUCN listar arten som livskraftig (LC).